# Frantz Automobile Company
Frantz Automobile Company war ein US-amerikanischer Hersteller von Automobilen.

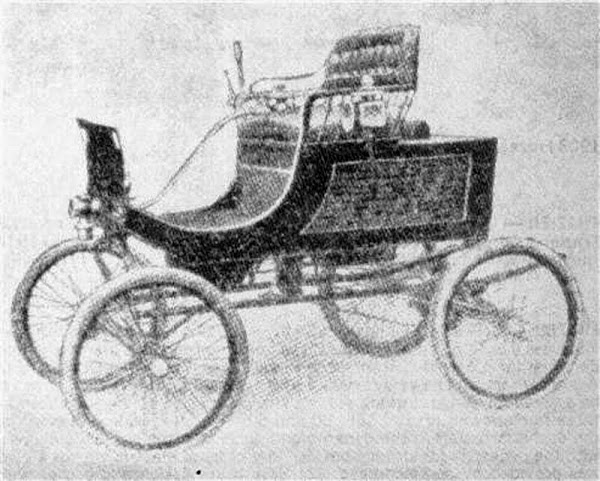
Frantz Dampfwagen

## Unternehmensgeschichte
Hiram Frantz war Priester. Er gründete 1901 das Unternehmen in Cherryville in Pennsylvania. Er begann mit der Produktion von Automobilen. Der Markenname lautete Frantz. Am 30. Mai 1901 berichtete eine Automobilzeitschrift über das Unternehmen. 1902 endete die Produktion. Insgesamt entstanden mindestens vier Fahrzeuge.

## Fahrzeuge
Im Angebot standen Dampfwagen. Der Brenner war eine Erfindung von Frantz. Die Motorleistung wurde über eine Kette an die Hinterachse übertragen. Die offene Karosserie bot Platz für zwei Personen. Gelenkt wurde mit einem Lenkhebel. Die Räde waren Drahtspeichenräder. Der Neupreis betrug 700 US-Dollar.
Das Unternehmen gab an, auch Fahrzeuge mit Ottomotoren nach Auftrag herzustellen. Ob davon tatsächlich eines entstand, ist nicht überliefert.